# OMSI 2
OMSI 2 (německy OMnibus SImulator; anglicky The Bus Simulator) je německá autobusová hra, založená na převážení cestujících za reálných podmínek podle jízdního řádu. Autorem této hry je MR Software (Marcel Rüdiger Software) a vydala ji německá společnost Aerosoft 12. prosince 2013. Předešlá verze této hry vyšla o dva roky dřív a to 18. února 2011.

## Základní mapy
Po zakoupení hry přes společnost Aerosoft nebo službu Steam jsou k dispozici dvě základní mapy:
- Berlin-Spandau (reálná mapa)
- Grundorf (fiktivní mapa)

1.) Hra se odehrává v roce 1989 ve městě Berlin v městské části Spandau. K dispozici jsou následující linky v letech 1986 – 1994:
- v roce 1986:
  - 5: U-Bhf Ruhleben – Nervenklinik
  - 5N: U-Bhf Rathaus Spandau – Nervenklinik
  - 13N: U-Bhf Altstadt Spandau – Heerstraße, Stadtgrenze
  - 92: Spandau, Freudstraße – Heerstraße, Stadtgrenze
Spandau, Freudstraße – Heerstraße E. Reimerweg
- v roce 1990:
  - 13N: U-Bhf Altstadt Spandau – Heerstraße, Stadtgrenze
  - 92: Falkensee, Bahnhof – Heerstraße, Stadtgrenze
Spandau, Freudstraße – Heerstraße, Stadtgrenze
- v roce 1991:
  - 130: U-Bhf Ruhleben – Nervenklinik
  - 137: Falkensee, Bhf – Staaken, Bergstraße
Spandau, Freudstraße – Staaken, Bergstraße
  - N30: U-Bhf Rathaus Spandau – Nervenklinik
  - N33: U-Bhf Altstadt Spandau – Staaken, Bergstraße
  - E (522): U-Bhf Rathaus Spandau – Falkensee, Bhf

2.) Hra se odehrává v roce 1989 ve fiktivním městě Grundorf. K dispozici je následující linka:
- v roce 1989:
  - 76: Bauernhof – Krankenhaus

## Doplňkové mapy
Doplňkové mapy jsou mapy, které je možné získat u společnosti Aerosoft nebo na službě Steam. Jedná se o placené addony, které obsahují reálnou mapu.
- Neplacené mapy:
  - Německé:
    - Ahlheim-Laurenzbach
    - Bad Kinzau
    - Ettbruck
    - Freyfurt
    - Krummenaab 2019
    - Lemmental
    - Region Grundorf 2
    - Region Grundorf 3
    - Städtedreieck
    - Tettau
    - Dobel
    - Overath-Rösrath
    - Frankfurt-Oder

  - České:
    - Reálné
      - Praha – Varnsdorf
      - Dolní Kounice
      - Havířov
      - Ostrava
      - AFG: Prague Citybus 235, 219
      - Prague Citybus: line 143,180
      - Ústí nad Labem
      - 251 – Velké Opatovice
      - Pražská Severojižní Tangenta

    - Polofiktivní/Fiktivní
      - Středočesko (v2)
      - Bukovec nad Lužnicí
      - Hodonín
      - Praha Modřany
      - Vsetín
      - Karlovy Vary
      - Fiktivní Unhošť
      - Praha Jih – 17, 113, 165, 215 v 1.1.0
      - Rostoklaty
      - Czechoslovakia Test Map
      - Osiky
      - Kojetice
      - Fiktivní PID
      - Brno-líšeň
      - Ústí nad Labem by Pablo

  - Maďarské:
    - Börzsöny-fiktív
    - Dél Pest
    - Kispest

  - Polské:
    - Fikcyjny Szczecin
    - Projekt Szczecin
    - Tatra Regional
    - Nowe Piekary
    - Golczewo v.1

  - Anglické:
    - Bowdenham
    - British Airport
    - Cotterell
    - Mallowport
    - The South London Project
    - Yorkshire Counties

  - Lotyšské:
    - Liepaja
    - Liepaja 2020

  - Francouzské
    - Horizon 16
- Addony:
  - Německé:
    - Aachen
    - Berlin X10
    - Bremen Nord
    - Düsseldorf
    - Eberlinsee - Schönau
    - HafenCity - Hamburg modern
    - Hamburg Day & Night
    - E-bus-Hamburg
    - Köln
    - Metropole Ruhr
    - München
    - Neuendorf
    - Projekt Gladbeck
    - Rheinhausen
    - Wuppertal

  - Rakouské:
    - Vienna 1 - Linie 24A
    - Vienna 2 - Linie 23A
    - Vienna 2005 - Linie 24A
    - Vienna 1 & 2 Bundle

  - Švýcarské:
    - Lucern - Linie 24

  - Francouzské:
    - Express 91.06

  - Španělské:
    - Mallorca

  - Anglické:
    - London

  - Americké:
    - Chicago Downtown

A spousta dalších a různých existujících map.

## Základní autobusy
Hra nabízí základní autobusy společnosti MAN. Dva krátké patrové autobusy typu MAN SD 200 a MAN SD 202 a dva nízkopodlažní autobusy MAN NL202 (krátký) a MAN NG272 (kloubový).

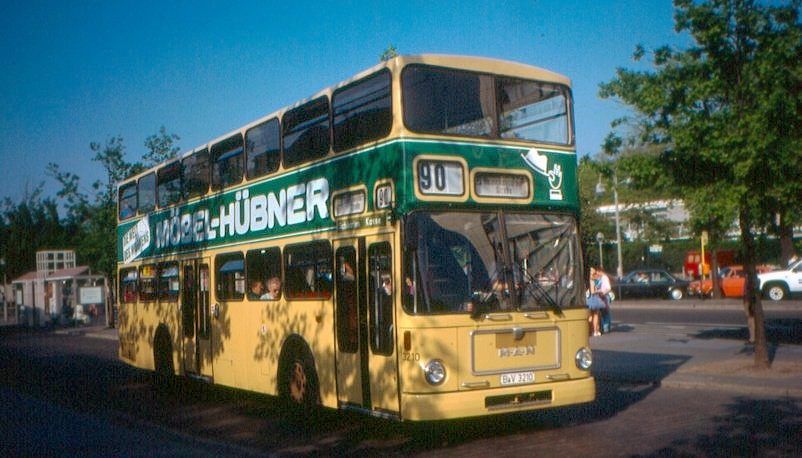
MAN SD200
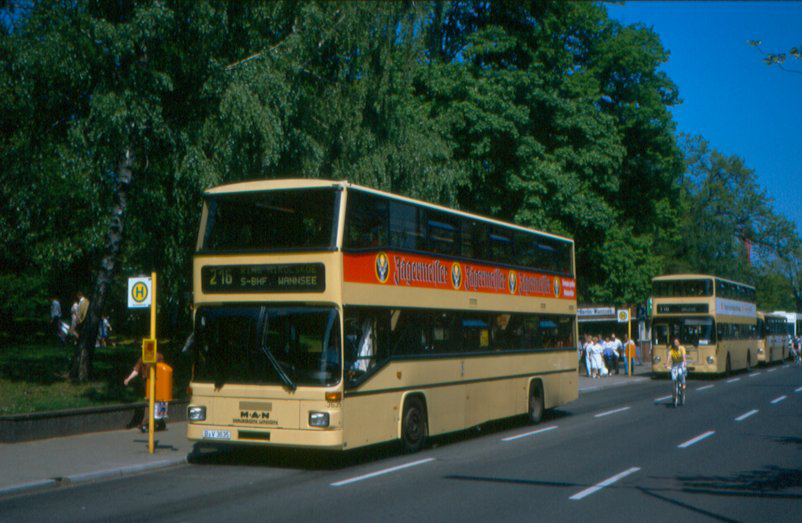
MAN SD202
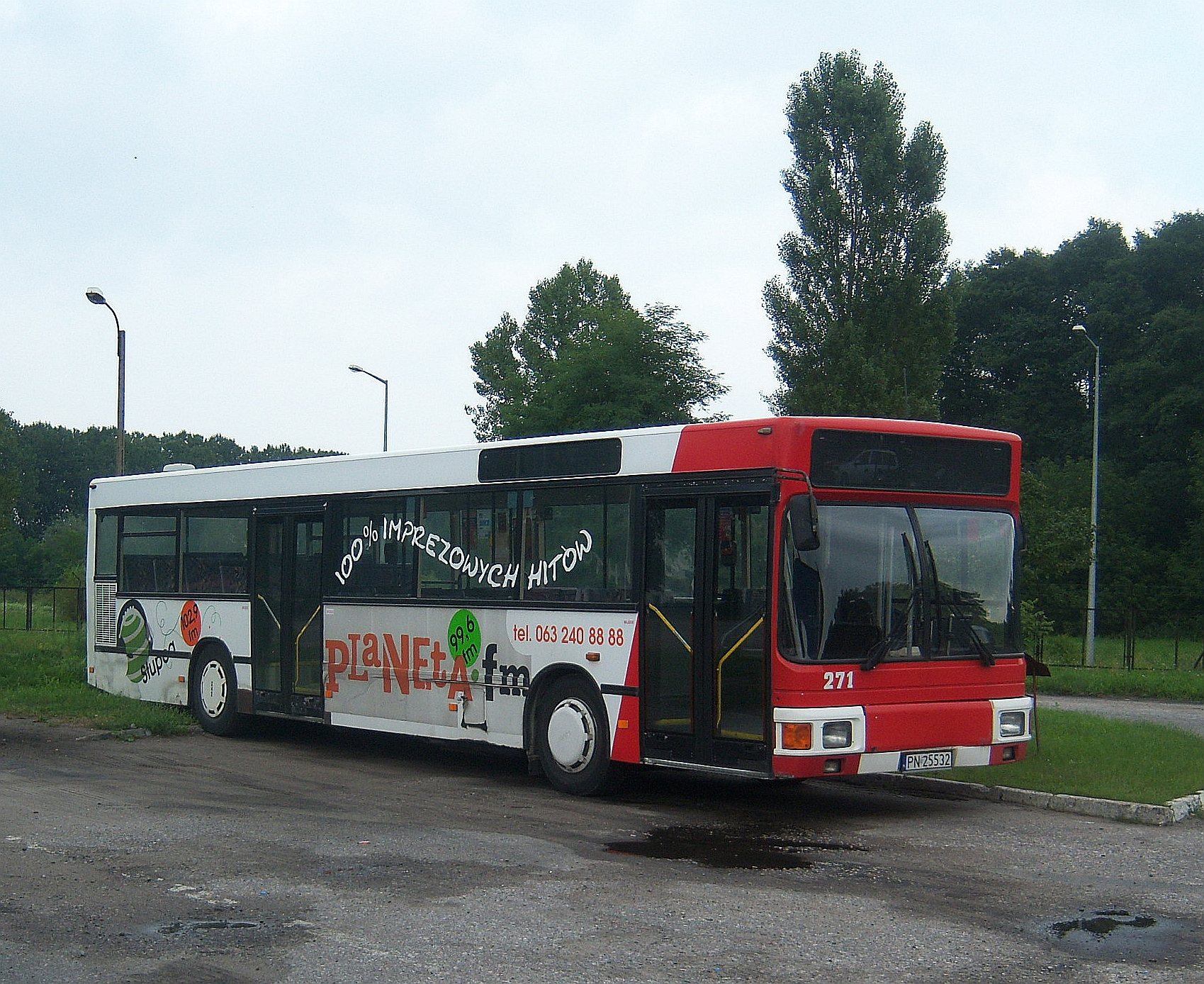
MAN NL202
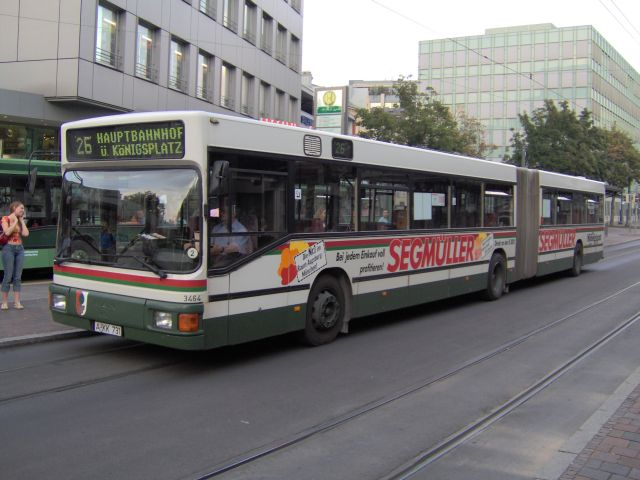
MAN NG272

## Doplňkové autobusy
Doplňkové autobusy jsou autobusy, které je možné si zadarmo stáhnout nebo koupit přes společnost Aerosoft anebo Steam. Jedná se rovněž o placené addony, které obsahují reálný autobus.
- Neplacené autobusy:
  - Německé
    - Berkhof Ambassador 200
    - Iveco Crossway LE
    - MAN NL 233 CNG
    - MAN NL 313 CNG
    - MAN SL 200
    - MAN Lion's Coach
    - MAN Lion's City A20 Ü
    - MAN LC A25
    - NEOMAN Overhaul (pack)
    - Mercedes-Benz O405N
    - Mercedes-Benz O530
    - Mercedes-Benz O530 Facelift
    - Mercedes-Benz O407
    - Mercedes-Benz O307
    - Setra S415NF
    - Scania Citywide GN14

  - České
    - Karosa B732
    - Karosa B741
    - Karosa B932
    - Karosa B952
    - Karosa B961
    - Karosa B961E
    - Karosa C734
    - Karosa C834
    - Karosa C934
    - Karosa C954
    - Karosa C954E
    - Irisbus Axer
    - Irisbus Citelis 12M CNG
    - Irisbus Citybus 12m
    - Irisbus Citybus 18m
    - SOR C10.5
    - SOR BN12
    - SOR CN8.5
    - SOR CN9.5
    - SOR CN10.5
    - SOR CN12
    - SOR CN12.3
    - SOR CN13.5

  - Maďarské
    - Credo BC11
    - Credo EC11
    - Ikarus EAG395
    - Ikarus E94.60
    - Ikarus 250.59
    - Ikarus 256.44
    - Ikarus 260.04
    - Ikarus 260.37
    - Ikarus 280.02
    - Ikarus 280.03
    - Ikarus 280.26
    - Setra 215UL

  - Polské:
    - Solbus Solcity
    - Solaris Urbino PL (pack)
    - Solaris Urbino Electric
    - Solaris Urbino 12
    - Solaris Urbino 18
    - Jelcz 120M

  - Anglické:
    - Alexander Dennis E200
    - Alexander Dennis E200 MIDI
    - MB Citaro UK
    - Mercedes-Benz M709D
    - Volvo B7L
    - Volvo Olympian 10M
    - Volvo Olympian 12M
- Addony:
  - Německé:
    - Stadtbus O305
    - Drei Generationen
    - Stadtbus O305G
    - Stadtbus O405/O405G
    - MAN Stadtbusfamilie
    - Hamburger Buspaket
    - MAN DN95
    - E-Bus Hamburg

  - Francouzské:
    - Iveco Bus Familie Urbanway
    - IVECO BUS Family Low Entry Buses
    - Irisbus Familie Low-Entry-Busse

  - Nizozemské:
    - Doppelgelenkbus AGG 300
    - VanHool Generationen Reihe

  - Maďarské:
    - Citybus I280
    - Coachbus 250
    - Citybus I260
    - Regiobus I200
    - Coachbus 256

  - Polské:
    - Urbino Stadtbusfamilie

  - Turecké:
    - Citybus 628c & 628g LF

## OMSI Editor
Ve hře je možné přepnout se do režimu Editor, ve kterém je možné vytvořit si vlastní mapu. Tento editor nepatří mezi nejjednodušší a nejpřívětivějších editory, které existují. Funkce editoru jsou však v některých případech dosti předpovídatelné.

## Adventní kalendář
Německá verze adventního kalendáře je každoroční komunitní projekt, který probíhá od 1. do 24. prosince. Každý den je na OMSI WebDisk zveřejněn nový obsah, jako jsou repainty, modely, mapy nebo zvukové modifikace.
V roce 2024 byla poprvé spuštěna česká verze adventního kalendáře. V tomto roce byly vydávány modifikace, repainty a další obsah zaměřený na české reálie, jako jsou vozidla dopravních podniků v ČR a mapy Hodonín a Bukovec nad Lužnicí. Český adventní kalendář je dostupný na webu OMSI repainty, kde si hráči mohou stáhnout každý nový denní obsah.